# 라이너 쇤펠더
라이너 쇤펠더(독일어: Rainer Schönfelder, 1977년 6월 13일~)는 오스트리아의 전직 알파인 스키 선수, 가수이다. 올림픽에 2회 참가했고 2006년 동계 올림픽 남자 회전 부문과 복합 부문에서 동메달을 획득했다. 또한 세계 선수권 대회에서 은메달 1개를 획득했다.